# Saint-Bonnet-des-Bruyères
Saint-Bonnet-des-Bruyères település Franciaországban, Rhône megyében. Lakosainak száma 372 fő (2022. január 1.). Saint-Bonnet-des-Bruyères Matour, Aigueperse, Saint-Igny-de-Vers, Saint-Pierre-le-Vieux és Deux-Grosnes községekkel határos.

## Népesség
A település népessége az elmúlt években az alábbi módon változott:
| Lakosok száma | 387  | 366  | 358  | 356  | 357  | 356  | 361  | 367  | 372  |
|               | 2013 | 2015 | 2016 | 2017 | 2018 | 2019 | 2020 | 2021 | 2022 |